# Carlösten Nordmark
Carlösten Nordmark, född 29 december 1932 i Piteå, död 8 augusti 2003, var en svensk journalist, kommunikatör och författare, mest känd för sina kriminalromaner.

## Biografi
Nordmark växte upp i Högbacken, 15 kilometer väster om Långträsk, Piteå kommun. Han var mycket sportintresserad som liten och började skriva för Piteå Tidning om lokala idrottsevenemang som tonåring. 
År 1955 fick Carlösten anställning på tidningens sportredaktion och 1958 fick han samma jobb på Norrländska Socialdemokraten i Luleå. Nordmarks artiklar väckte stor uppmärksamhet och 1960 värvades han till Aftonbladet som redaktör för lokala nyheter i Norrland. 
1963 flyttade Carlösten Nordmark till huvudredaktionen i Stockholm där han efter ett år blev chef för tidningens samtliga riksredaktioner. Senare var han bland annat informationschef för Cancerfonden.
Nordmark avled i augusti 2003, 70 år gammal, efter en kort tids sjukdom.

## Författarskap
Nordmark författardebuterade 1968 med Älska i lagens namn, en debattbok om äktenskapslagstiftningen, som han skrev tillsammans med Leif Silbersky.
1982 utkom hans första roman, thrillern Utväxlingen, som han skrev tillsammans med Bernt Nilsson, och som handlar om ubåtsdramat i Gåsefjärden 1981. Huvudperson är säpokommissarien Alvar Lund. Nordmark skrev sedan på egen hand ytterligare fyra thrillers om Lund, och fyra stycken med ekobrottsutredaren Joel Anker i huvudrollen.